# San Felices
San Felices – gmina w Hiszpanii, w prowincji Soria, w Kastylii i León, o powierzchni 21,1 km². W 2011 roku gmina liczyła 63 mieszkańców.